# Georg Bochmann
Georg Heinz Bochmann (Zschorlau, 18 settembre 1913 – Offenbach am Main, 8 giugno 1973) è stato un generale tedesco delle Waffen-SS durante la Seconda guerra mondiale.

## Biografia
Bochmann nacque a Albernau, un piccolo villaggio della Sassonia al confine con la Boemia, nel 1913. I suoi genitori erano lavoratori tessili di modeste possibilità. Studiò all'università di Lipzig.
Dopo essersi unito alla Gioventù Hitleriana, entrò nel partito nazista nel 1933 (nº 1907565) e nella SS-Totenkopfverbände l'anno successivo (nº 122362) e fu impiegato nel campo di concentramento di Dachau. Nel 1937 venne assegnato alla "SS-Totenkopfstandarte Oberbayern".

## Seconda guerra mondiale
Nel novembre 1939 fu promosso SS-Obersturmführer e "fu uno dei principali artefici della creazione e dell'equipaggiamento della Divisione Totenkopf, 1939-1940". Nel 1940 assunse il comando di un'unità corazzata della Divisione "Totenkopf" e durante la campagna di Francia la divisione combatté a Cambrai, Arras, Dunkerque; inoltre partecipò a importanti incursioni nel sud-ovest della Francia. Per i successi riportati, Bochmann fu insignito della Croce di Ferro di seconda classe e poco dopo fu promosso SS-Hauptsturmführer. La 3. SS-Panzerdivision "Totenkopf" rimase in Francia fino all'aprile 1941, quando fu trasferita a est per prepararsi all'Operazione Barbarossa.
Sul fronte orientale combatté nel Gruppo d'armate Nord, Bochmann combatté nel Baltico fino a Leningrado e fu citato per i suoi risultati a Kaunas e Daugavpils in Lettonia. Nel luglio 1941 Bochmann fu insignito della Croce di Ferro di prima classe e nell'agosto 1941 la divisione raggiunse il lago Ilmen.
Nel gennaio 1942 la "Totenkopf" fu trasferita al Secondo Corpo d'Armata e durante l'offensiva invernale sovietica ci fu una battaglia particolarmente cruenta a Demjansk. Quasi 100000 soldati tedeschi rimasero circondati per tre mesi e furono riforniti per lo più grazie ai lanci della Luftwaffe. Per le sue azioni, Bochmann fu insignito della Croce di Cavaliere e ricevette lo Scudo di Demjansk. Il 2 aprile 1942 Bochmann fu promosso SS-Sturmbannführer.
Il 21 ottobre 1942 fu nominato comandante del 2º Battaglione motorizzato del Reggimento "Thule" della 3. SS-Panzerdivision "Totenkopf". Alla fine di ottobre la divisione fu trasferita in Francia per essere riadeguata. Dopo il ritorno sul fronte orientale, Bochmann assunse il comando del 3º battaglione motorizzato e partecipò alle battaglie per Charkiv. Il 17 maggio 1943 gli fu conferita la Croce di Cavaliere con foglie di quercia.
Successivamente fu nominato al comando del Reggimento Panzer della divisione; il 9 novembre 1943 fu promosso SS-Obersturmbannführer. Comandò il reggimento Panzer durante la battaglia di Kursk e le successive battaglie lungo il Mius. In seguito alle ferite riportate fu ritirato dal fronte e riportato in Germania dove fu nominato capo della Scuola per ufficiali SS ad Arolsen. Il 9 novembre 1944 fu promosso SS-Standartenführer e trasferito alla 2. SS-Panzer-Division "Das Reich". Dopo poche settimane, il 20 novembre fu frettolosamente trasferito al comando del 9º reggimento corazzato SS nella 9. SS-Panzer-Division "Hohenstaufen".
Bochmann tornò a combattere solo il 2 gennaio 1945, quando fu nominato comandante della 18. SS-Freiwilligen-Panzergrenadier-Division "Horst Wessel". Dopo un breve periodo di combattimento a ovest, la divisione fu trasferita sul fronte orientale, dove fu decimata e rapidamente circondata dall'Armata Rossa a Oberglogau. Benché ferito, Bochmann guidò con successo uno sfondamento e fu premiato con la Croce di Cavaliere con Fronde di Quercia e Spade, il Distintivo per Feriti in Oro e inoltre fu promosso SS-Oberführer il 20 aprile 1945.
A poche settimane dalla fine della guerra, fu nominato comandante della 17. SS-Panzergrenadier-Division "Götz von Berlichingen". Dopo essersi ritirato attraverso la Baviera, rifiutò l'ordine suicida del Generalfeldmarschall Ferdinand Schörner di attaccare le truppe alleate e per questo fu sottoposto alla corte marziale.
In seguito avrebbe guidato le truppe SS nella battaglia per il Castello di Itter. Il 9 maggio 1945 si arrese alle truppe statunitensi nella regione di Rottach-Egern.
Morì nel 1973 all'età di 59 anni per un attacco di cuore mentre si trovava lungo un affluente del Meno.